# Martin Heidenhain (Richter)
Martin Heidenhain (* 22. Dezember 1880 in Marienwerder; † 9. Oktober 1954 in Karlsruhe) war ein deutscher Reichsgerichtsrat und Richter am Bundesgerichtshof.

## Leben
Heidenhains Vater war Gymnasialprofessor. 1903 wurde er zum Dr. phil. promoviert. Die Examina 1905 und 1910 bestand er jeweils mit „gut“. 1911 wurde er Gerichtsassessor. 1913 kam er als Landrichter nach Oppeln. Am Ersten Weltkrieg nahm er als Oberleutnant der Reserve teil. 1919 trat er in die DNVP ein, die er aber im darauffolgenden Jahr aus ungeklärten Gründen wieder verließ. Er wurde Landgerichtsrat in Oppeln und Kiel und war später als Oberlandesgerichtsrat in Kiel und als Kammergerichtsrat tätig. 1931 wurde er als Hilfsarbeiter im Rang eines Landgerichtsdirektors (in Berlin) an das Reichsgericht berufen. Im August 1933 erfolgte seine Ernennung zum Reichsgerichtsrat. Er war im III. und I. Zivilsenat beschäftigt. 1943 wurde er zwangsweise in den Ruhestand geschickt, da ein Großelternteil jüdisch war. Treibende Kraft in den Aufforderungen der Senatspräsidenten 1936/37 und 1941/42 an Heidenhain, er möge doch in den Ruhestand treten, war Reichsgerichtspräsident Bumke. Heidenhain konnte sich 1936/37 letztlich nur durch eine Intervention beim Reichsjustizministerium aufschubsweise im Amt halten. 1950 wurde er Richter am Bundesgerichtshof. Dort kam er in den I. Zivilsenat, wo er auf seine ehemaligen Senatskollegen Fritz Lindenmaier (1881–1960) und Hermann Weinkauff (1894–1981) traf und, da der Geschäftsverteilungsplan beider Gerichte ähnlich geschnitten war, wieder in denselben Sachen Recht sprach.

## Familie
Martin Heidenhain war verwandt mit dem Anatomen Martin Heidenhain und dem Physiologen Rudolf Heidenhain.

## Ehrungen
- 1953: Verdienstkreuz (Steckkreuz) der Bundesrepublik Deutschland